# Кроули, Джордж
Джордж Кроули (англ. George Croly; 17 августа 1780, Дублин — 24 ноября 1860, Холборн) — английский писатель, драматург и поэт.
Писал стихи, романы, исторические очерки, богословские, политические и другие сочинения. Из его поэтических сочинений наиболее были известны в его время «Париж в 1815-м» («Paris in 1815») (подражание Чайльд-Гарольду); трагедия «Катилина» («Catiline») (1822); «Поэтические работы» («Poetical Works») (1830) и сатирическая поэма «Современный Орландо» («The Modern Orlando») (1846), являющаяся слабым подражанием «Дон-Жуану» Байрона. Из его романов выдаётся «Салафииль» («Salathiel»), в котором на фоне восточной жизни и по-восточному вычурным языком рассказывается история «вечного жида».